# Іван Менцель
Іван Менцель (угор. Menczel Iván, 14 грудня 1941, Каранчалья — 26 листопада 2011) — угорський футболіст, що грав на позиції захисника, зокрема, за клуби «Татабанья» та «Вашаш», а також олімпійську збірну Угорщини.
Володар Кубка Мітропи. Олімпійський чемпіон Мехіко-1968.

## Клубна кар'єра
У футболі дебютував 1959 року виступами за команду «Шалготар'ян», в якій провів чотири сезони.
Своєю грою за цю команду привернув увагу представників тренерського штабу клубу «Татабанья», до складу якого приєднався 1963 року. Відіграв за клуб з Татабаньї наступні п'ять сезонів своєї ігрової кар'єри.
1968 року перейшов до клубу «Вашаш», за який відіграв 4 сезони. За цей час виборов титул володаря Кубка Мітропи. Завершив професійну кар'єру футболіста виступами за команду «Вашаш» у 1972 році.

## Виступи за збірну
1968 року захищав кольори олімпійської збірної Угорщини. У складі цієї команди провів 6 матчів, забив 3 голи.
Був присутній в заявці збірної на чемпіонаті світу 1962 року у Чилі, але участі в матчах не брав
Помер 26 листопада 2011 року на 70-му році життя.

## Титули і досягнення
- Чемпіон Європи (U-18): 1960
- Олімпійський чемпіон: 1968
- Володар Кубка Мітропи (1):

«Вашаш»: 1969–1970